# The Legend of Heroes: Trails Beyond the Horizon
The Legend of Heroes: Trails Beyond the Horizon (英雄伝説 界の軌跡 -Farewell, O Zemuria-, Eiyū Densetsu: Kai no Kiseki Farewell, O Zemuria) és un videojoc de rol de 2024 desenvolupat per Nihon Falcom. El joc forma part de la sèrie Trails, que alhora forma part de la franquícia més gran The Legend of Heroes, i és una seqüela de Trails Through Daybreak II (2022). Trails Beyond the Horizon va sortir al Japó per a PlayStation 4 i PlayStation 5 el 26 de setembre de 2024.

## Argument
Aquesta vegada està en joc el futur de tot el continent de Zemúria! La gent de Zemúria espera el llançament de la primera incursió de la humanitat a l'espai amb candeletes. Una invitació sobtada de Marduk a cooperar en un exercici d'entrenament d'alta tecnologia posa en Van, el cavaller cendrós Rean Schwarzer i el pare Kevin Graham rumb cap als secrets de les entranyes de Zemúria. Els seus camins poden divergir, però la pregunta final encara és la mateixa: què hi ha més enllà de l'horitzó?

## Desenvolupament i publicació
The Legend of Heroes: Trails Beyond the Horizon va ser desenvolupat per Nihon Falcom i publicat al Japó per a PlayStation 4 i PlayStation 5 el 26 de setembre de 2024. Clouded Leopard Entertainment va publicar-ne una versió per a Microsoft Windows amb xinès i coreà el 23 de gener de 2025. Una versió en anglès de NIS America, per a Nintendo Switch, Nintendo Switch 2 i Windows, es publicarà a principis de 2026, tot i que es va anunciar que es publicaria originalment a finals de 2025.